# Cupid's Hired Man
Cupid's Hired Man è un cortometraggio muto del 1913 diretto da Wilfrid North.

## Trama
Presa in giro nel villaggio dove vive perché ancora zitella, la signorina Anne Matthews una sera cattura un ladro che si è intrufolato in casa sua. Lui le racconta che deve fare quella vita perché non riesce a trovare un altro lavoro. Lei, allora, gli propone di pagarlo cinque dollari la settimana se fingerà di essere un suo innamorato. Costretto ad accettare perché altrimenti la donna non vuole liberarlo, il ladro trova comunque piuttosto piacevole quel facile lavoro.
In paese, Anne viene adesso corteggiata da John Henry Jones, un suo ex, partito per trovare fortuna e tornato ricco da New York che, ingelosito dal corteggiatore della donna, non perde tempo per farle una proposta di matrimonio. Lei, allora, gli confessa la sua trovata e John la perdona. Però le chiede di allontanare il suo falso pretendente. L'ex ladro però provoca delle difficoltà. Alla fine, i due uomini si mettono d'accordo e John lo salda con cinquanta dollari pur di toglierselo di torno.

## Produzione
Il film fu prodotto dalla Vitagraph Company of America.

## Distribuzione
Distribuito dalla General Film Company, il film - un cortometraggio in una bobina - uscì nelle sale cinematografiche statunitensi il 9 maggio 1913.